# Passager (film)
|  | Denne artikel er oprettet af botten PalnaBot ud fra en ekstern database. Den kan derfor have sproglige fejl eller mangler. Denne skabelon kan fjernes efter kontrol af indholdet. |

Passager (også kaldet Passages) er en eksperimentalfilm skrevet og instrueret af Kim Dambæk.

## Handling
Små perler af komiske og dramatiske situationer udspiller sig hele tiden omkring os. Hvis vi giver os tid til at kigge. I kalejdoskopiske scener følger vi her livets rytmiske drama, som den udfolder sig i Københavns Lufthavn.